# Canoë-kayak aux Jeux olympiques d'été de 2016 - C1 1000 mètres hommes
Navigation
Londres 2012 Tokyo 2020
L'épreuve masculine du C1 1 000 mètres des Jeux olympiques d'été 2016 de Rio de Janeiro se déroule au Lagoa Rodrigo de Freitas, du 15 au 16 août 2016. Initialement médaillé de bronze, le Moldave Serghei Tarnovschi est déclassé le 19 août 2016 en raison d'un contrôle antidopage positif. Le Russe Ilya Shtokalov récupère sa place.

## Programme
Tous les temps correspondent à l'UTC−03:00.
| Date                  | Horaire     | Manche              |
| --------------------- | ----------- | ------------------- |
| Lundi 15 août 2016    | 8 h 10 h 30 | Séries Demi-finales |
| Mercredi 16 août 2016 | 9 h         | Finale              |

## Résultats

### Séries
Le premier céiste de chaque série est qualifié directement en finale « A » et les suivants sont qualifiés pour les demi-finales.

#### Série 1
| Rang | Céiste                | Pays       | Temps    | Notes |
| ---- | --------------------- | ---------- | -------- | ----- |
| 1    | Sebastian Brendel     | Allemagne  | 3:58.044 | FA    |
| 2    | Tomasz Kaczor         | Pologne    | 3:59.928 | SF    |
| 3    | Henrik Vasbányai (en) | Hongrie    | 4:01.953 | SF    |
| 4    | Dagnis Iljins (en)    | Lettonie   | 4:11.766 | SF    |
| 5    | Vincent Farkas (en)   | Slovaquie  | 4:12.295 | SF    |
| 6    | Martin Marinov        | Australie  | 4:33.166 | SF    |
| 7    | Mussa Chamaune (en)   | Mozambique | 5:00.454 | SF    |

#### Série 2
| Rang | Céiste                        | Pays                 | Temps    | Notes |
| ---- | ----------------------------- | -------------------- | -------- | ----- |
| 1    | Isaquias Queiroz              | Brésil               | 3:59.615 | FA    |
| 2    | Martin Fuksa                  | Tchéquie             | 4:01.492 | SF    |
| 3    | Ilia Shtokalov                | Russie               | 4:02.626 | SF    |
| 4    | Carlo Tacchini                | Italie               | 4:04.697 | SF    |
| 5    | Adrien Bart                   | France               | 4:10.043 | SF    |
| 6    | Buly Da Conceição Triste (en) | Sao Tomé-et-Principe | 4:54.516 | SF    |

#### Série 3
| Rang | Céiste               | Pays        | Temps    | Notes |
| ---- | -------------------- | ----------- | -------- | ----- |
| 1    | Serghei Tarnovschi   | Moldavie    | 4:05.193 | FA    |
| 2    | Gerasim Kochnev (en) | Ouzbékistan | 4:08.127 | SF    |
| 3    | Mark Oldershaw       | Canada      | 4:13.600 | SF    |
| 4    | Pavlo Altukhov (en)  | Ukraine     | 4:19.361 | SF    |
| 5    | Angel Kodinov (en)   | Bulgarie    | 4:27.904 | SF    |
| 6    | Timur Khaidarov (en) | Kazakhstan  | 5:30.030 | SF    |

### Demi-finales
Les deux céistes les plus rapides de chaque demi-finale et la personne en troisième place avec le meilleur temps se qualifient pour la finale « A ». Les quatre céistes suivants de chaque demi-finale se qualifient pour la finale « B ».

#### Demi-finale 1
| Rang | Céiste               | Pays        | Temps    | Notes |
| ---- | -------------------- | ----------- | -------- | ----- |
| 1    | Ilia Shtokalov       | Russie      | 3:58.259 | FA    |
| 2    | Pavlo Altukhov (en)  | Ukraine     | 3:58.574 | FA    |
| 3    | Gerasim Kochnev (en) | Ouzbékistan | 3:59.489 | FA    |
| 4    | Tomasz Kaczor        | Pologne     | 3:59.836 | FB    |
| 5    | Adrien Bart          | France      | 4:08.593 | FB    |
| 6    | Dagnis Iljins (en)   | Lettonie    | 4:20.181 | FB    |
| 7    | Martin Marinov       | Australie   | 4:24.723 | FB    |
| 8    | Timur Khaidarov (en) | Kazakhstan  | 5:33.919 |       |

#### Demi-finale 2
| Rang | Céiste                        | Pays                 | Temps    | Notes |
| ---- | ----------------------------- | -------------------- | -------- | ----- |
| 1    | Martin Fuksa                  | Tchéquie             | 4:01.793 | FA    |
| 2    | Carlo Tacchini                | Italie               | 4:02.461 | FA    |
| 3    | Henrik Vasbányai (en)         | Hongrie              | 4:03.113 | FB    |
| 4    | Mark Oldershaw                | Canada               | 4:03.493 | FB    |
| 5    | Vincent Farkas (en)           | Slovaquie            | 4:19.084 | FB    |
| 6    | Angel Kodinov (en)            | Bulgarie             | 4:30.574 | FB    |
| 7    | Buly Da Conceição Triste (en) | Sao Tomé-et-Principe | 4:46.396 |       |
| 8    | Mussa Chamaune (en)           | Mozambique           | 5:07.281 |       |

### Finales

#### Finale B
| Rang | Céiste                | Pays      | Temps    |
| ---- | --------------------- | --------- | -------- |
| 1    | Tomasz Kaczor         | Pologne   | 3:59.350 |
| 2    | Adrien Bart           | France    | 4:00.911 |
| 3    | Vincent Farkas (en)   | Slovaquie | 4:04.013 |
| 4    | Mark Oldershaw        | Canada    | 4:06.972 |
| 5    | Dagnis Iljins (en)    | Lettonie  | 4:10.084 |
| 6    | Angel Kodinov         | Bulgarie  | 4:10.102 |
| 7    | Martin Marinov        | Australie | 4:15.524 |
|      | Henrik Vasbányai (en) | Hongrie   | DSQ      |

#### Finale A
| Rang              | Céiste               | Pays        | Temps           |
| ----------------- | -------------------- | ----------- | --------------- |
| Médaille d'or     | Sebastian Brendel    | Allemagne   | 3:56.926        |
| Médaille d'argent | Isaquias Queiroz     | Brésil      | 3:58.529        |
| 4                 | Ilia Shtokalov       | Russie      | 4:00.963        |
| 5                 | Pavlo Altukhov (en)  | Ukraine     | 4:01.587        |
| 6                 | Martin Fuksa         | Tchéquie    | 4:03.322        |
| 7                 | Gerasim Kochnev (en) | Ouzbékistan | 4:04.205        |
| 8                 | Carlo Tacchini       | Italie      | 4:15.368        |
|                   | Serghei Tarnovschi   | Moldavie    | 4:00.852 (DSQ)* |

* Serghei Tarnovschi finit troisième mais sa médaille de bronze lui est retirée après un contrôle antidopage positif.